# Satiah
Satiah (fl. XV secolo a.C.) è stata una regina egizia della XVIII dinastia, Grande Sposa Reale di Thutmose III.
|             |     |   |
| \| \| \| \| |     |   |
|             |     |   |
| N12         | G39 | t |

| N12 | G39 | t |

|             |     |   |
| \| \| \| \| |     |   |
|             |     |   |
| N12         | G39 | t |

| N12 | G39 | t |

ỉˁḥ s3.t
Satiah ("Figlia di Iah/della luna")
Era figlia dell'infermiera reale Ipu e del funzionario Ahmose Pen-Nekhebet, non sappiamo se ebbe figli, anche se probabilmente il principe Amenemhat - figlio maggiore di Thutmose, che morì prima di suo padre - fosse suo figlio. Satiah ebbe diverse titoli, tra cui Moglie del Re, Moglie del Grande Re e Moglie del Dio.